# Île de Vancouver (ancienne circonscription fédérale)
Pour les articles homonymes, voir Vancouver (homonymie).
Île de Vancouver est une ancienne circonscription électorale fédérale de la Colombie-Britannique, représentée de 1871 à 1872.
La circonscription d'Île de Vancouver est créée en 1871 lorsque la province de Colombie-Britannique entre dans la Confédération canadienne. Abolie en 1872, elle est remplacée par la circonscription de Vancouver.

## Géographie
En 1871, la circonscription d'Île de Vancouver comprenait:
- La vaste majorité du territoire de l'île de Vancouver et les îles adjacentes composant l'ancienne colonie de l'Île de Vancouver non inclus dans le District de Victoria

## Député
1. 1871-1872 — Robert Wallace (en), CON

- CON = Parti conservateur du Canada (ancien)